# Passage de Vénus
Passage de Vénus (em tradução livre para o português, Passagem de Vênus) é uma série de fotografias do trânsito de Vênus pelo Sol em 1874. Elas foram tiradas no Japão pelo astrônomo brasileiro Francisco Antônio de Almeida em colaboração com o francês Pierre Janssen usando seu "revólver fotográfico".
Um estudo do material sobrevivente realizado em 2005 concluiu que todas as placas ainda existentes feitas com o revólver fotográfico são placas de treino fotografadas com um modelo, e que nenhuma das muitas placas expostas com sucesso durante o eclipse parece ter sobrevivido.
Apesar disso, essa reprodução consta como sendo o filme mais antigo cadastrado no IMDb.

## Ligações Externas
- Passage de Vénus. no IMDb.
- Passage de Venus no YouTube